# NLite

nLites logotyp

nLite och vLite är datorprogram, skrivna av Dino Nuhagic, med vilka man kan skapa anpassade och automatiserade installationsskivor för Windows. Programmen fungerar så att man matar in sin installations-CD i datorn. Programmen identifierar windowsversionen och kopierar över filerna till datorn. Sedan kan man till exempel lägga till ett service pack och modifiera systemet. Det finns också möjlighet att göra installationsprocessen automatisk. Man kan skriva in produktnyckeln, skriva in användare osv för att på så sätt göra det möjligt att installera Windows genom att endast sätta in CD:n eller DVD:n i datorn och låta den göra resten själv. Programmen skapar en bootbar ISO-fil som man kan bränna ned på CD eller DVD.
Funktioner i nLite och vLite:
- Integrering av Service Pack.
- Borttagning av Windowskomponenter.
- Så kallad Unattended Setup, dvs. att användaren inte behöver vara närvarande under installationen.
- Integrering av drivrutiner.
- Integrering av "Hotfixar".
- Ändring av inställningar.
- Patchning.

De båda programmen stödjer tillsammans Windows 2000, Windows XP, Windows Server 2003 och Windows Vista.